# Avenida Petit Thouars
La avenida Petit Thouars es una de las principales avenidas de la ciudad de Lima, capital del Perú.Se extiende de sur a norte en los distritos de Miraflores, San Isidro, Lince y Lima. Está emplazada paralelamente a la cercana avenida Arequipa.

## Recorrido
Se inicia en la avenida Ricardo Palma, en el distrito de Miraflores. En sus últimas cuadras, recorre la urbanización Santa Beatriz, en el distrito de Lima. Su trazo concluye como de uno de los accesos al Parque de la Exposición.